# Paul Watkins
Paul Alan Watkins (Ventura, 25 gennaio 1950 – Tecopa, 3 agosto 1990) è stato un musicista statunitense, ex membro della Famiglia Manson. Nel periodo del processo a Charles Manson per gli omicidi Tate-LaBianca, Watkins fu uno dei testimoni dell'accusa, chiarendo alcuni aspetti del presunto movente "Helter Skelter".

## Biografia
Per sua stessa ammissione, Paul Watkins crebbe in una famiglia borghese della "classe media statunitense". Trascorse i primi anni della sua vita a Sidone, Libano, dove suo padre lavorava a delle condutture di petrolio.
Il trasferimento in Libano ebbe luogo quando Watkins era ancora bambino. Dopo quattro anni in Libano, la famiglia si trasferì a Beaumont, Texas, e poi a Thousand Oaks, California. Da bambino, gli piaceva frequentare la chiesa e fare escursioni nei boschi di querce vicino a casa sua.
Durante l'adolescenza, Watkins divenne uno studente della Bibbia ed entrò a far parte di varie organizzazioni giovanili di matrice cristiana. All'età di 13 anni, restò coinvolto nell'evangelismo, all'inizio perché gli piacevano la musica e i canti. Alla scuola superiore, l'interesse verso la musica si era trasformato in una "passione" vera e propria; mentre calava il coinvolgimento nella religione.
Watkins abbandonò le scuole superiori durante il suo ultimo anno, quando i dirigenti scolastici, angosciati dal suo crescente uso di droghe psichedeliche, terminarono il suo mandato come presidente del corpo studentesco, posizione che aveva sempre ricoperto fin dal primo anno. Essendo arrivato a trovare i suoi studi meno interessanti della musica e della marijuana, divenne, come avrebbe scritto in seguito, "un figlio dei fiori fuggitivo alla ricerca dell'illuminazione e della verità". Nella stessa settimana del dicembre 1967 nella quale fu rilasciato dal carcere in libertà vigilata dopo un arresto per possesso di marijuana, due suoi amici tornarono cadaveri dalla Guerra del Vietnam.

### Manson Family
Il 16 marzo 1968, vari mesi dopo l'abbandono scolastico, Watkins conobbe Charles Manson a Topanga Canyon, contea di Los Angeles, nella casa dove soggiornavano lui e vari membri della sua comune hippie, detta "Family". Watkins si era recato lì per andare a trovare un amico che però scoprì non abitava più in quel posto. Dopo aver partecipato a un festino a base di sesso e droga con i membri della Family, Paul se ne andò.
Per Watkins, seguirono tre mesi e mezzo di stile di vita hippy, gran parte dei quali trascorsi a badare a una fattoria vicino a Big Sur, il cui proprietario, prima di andarsene alle Hawaii, lo aveva conosciuto dandogli un passaggio mentre questi faceva l'autostop. Poi Watkins tornò a Los Angeles, dove, all'angolo di una strada fu riconosciuto da due ragazze che aveva conosciuto a Topanga e preso a bordo del pulmino scolastico dipinto di nero utilizzato dalla Family per andare in giro. Le due lo condussero allo Spahn Movie Ranch, vicino Chatsworth, e Charles Manson gli chiese di rimanere con loro. Era il 4 luglio 1968.
Watkins si stabilì con la Family e divenne il luogotenente di Manson.

### Helter Skelter
Il giorno di capodanno del 1968, Watkins ascoltò il discorso che Manson fece agli altri membri della Family al Myers Ranch, annunciando l'imminente arrivo di una guerra razziale, da lui denominata "Helter Skelter" prendendo in prestito il titolo dell'omonima canzone dei Beatles, che avrebbe decimato la popolazione mondiale. Già da qualche tempo, Manson prediceva che i neri si sarebbero ribellati ai soprusi dei bianchi negli Stati Uniti. Adesso, spiegò che i Beatles, già a conoscenza della faccenda, stavano inviandogli dei messaggi cifrati nascosti nelle tracce del loro disco White Album. Inoltre, i Beatles volevano anche che la Family incidesse a sua volta un album musicale dove venisse annunciata l'apocalisse.
In poco tempo, Manson trasferì la Famiglia in una casa a Canoga Park dove intrapresero i preparativi per l'"Helter Skelter". Lavorarono alla musica per il loro previsto album e iniziarono a preparare dune buggy e altri veicoli per la loro fuga nella Valle della Morte, dove, secondo la versione completa della profezia di Manson, sarebbero sopravvissuti alla guerra devastante nascondendosi nel "pozzo dell'abisso".
Watkins prese così seriamente la profezia che un giorno, guardando fuori da una finestra a Canoga Park, si chiese se e quando la violenza dell'"Helter Skelter" avrebbe raggiunto la Family. 
In effetti, fu la sua apparente impazienza causata dal timore che la Famiglia indugiasse troppo a lungo nell'area di Los Angeles che lo spinse, alla fine di giugno del 1969, a chiedere a Manson quando il gruppo sarebbe partito per il deserto. Manson gli assicurò che l'"Helter Skelter" era imminente: «Accadrà presto», disse, aggiungendo che la Family avrebbe dovuto "mostrare ai negretti come farlo succedere".

### Primi dubbi
L'osservazione di Manson turbò Watkins, che non ebbe problemi a concludere che fosse un'indicazione di come la Famiglia avrebbe commesso a breve degli omicidi. Quando Manson gli ordinò di trasportare dei viveri nel deserto, Watkins colse al volo l'occasione per andarsene.
Al Barker Ranch, Watkins cadde sotto l'influenza di Paul Crockett, un uomo di mezz'età che, con le sue riflessioni metafisiche, aveva iniziato a far venire dei dubbi circa la filosofia di Manson a qualche membro della Family. Tornato brevemente allo Spahn Ranch, Watkins chiese a Manson di "dispensarlo da tutti i suoi obblighi".
Circa un mese dopo, il 10 agosto 1969, Paul vide un notiziario in televisione dove si parlava degli omicidi di Cielo Drive avvenuti la notte precedente.
Il giorno dopo, i giornali riportarono la notizia dell'omicidio dei coniugi Leno e Rosemary LaBianca. A poche settimane dagli omicidi, Manson e la Family si trasferirono al Barker Ranch. Watkins cominciò a vacillare nelle sue convinzioni. Suonava musica insieme agli altri membri della Family, e inizialmente mantenne anche una relazione sessuale con una delle ragazze di Manson, ma quando lui gli chiese di unirsi agli altri per trovare l'ingresso del nascondiglio sotterraneo nel deserto in cui si supponeva che la Famiglia dovesse sopravvivere al cataclisma, si rifiutò di farlo. In seguito Watkins aiutò due delle ragazze della Family a lasciare la zona, e Manson lo minacciò con un coltello e una pistola.
Il punto di rottura arrivò quando Watkins si rese conto che le cose stavano diventando ancora più pericolose di quanto non fossero state fino ad allora. Quindi, decise di fuggire dal Barker Ranch insieme ad altri tre membri della Family. Giunto in città, si precipitò nell'ufficio dello sceriffo locale.

### Testimone dell'accusa
Nella seconda settimana dell'ottobre 1969, appena dopo la fuga di Watkins, i ranch furono oggetto di retate da parte della polizia. Charles Manson e gli altri furono arrestati con l'accusa di furto d'auto e incendio doloso. All'inizio di dicembre, Manson e alcuni membri della Family furono incriminati per gli omicidi Tate–LaBianca.
Nel frattempo, Watkins aveva detto all'ufficio del Procuratore distrettuale di Los Angeles che cosa sapeva delle attività della Famiglia. Riferì che Manson gli aveva detto di aver partecipato all'uccisione di Donald "Shorty" Shea, un lavorante dello Spahn Ranch, assassinato non molto tempo dopo gli omicidi Tate–LaBianca. Tuttavia, il legame tra Watkins e la Family non si era ancora interrotto. Egli visitò Manson in carcere e si trasferì con i restanti membri del gruppo in una casa a Van Nuys. Continuò ad andare a trovare Manson e agì come messaggero tra Charlie e le donne imputate insieme a lui, Susan Atkins, Patricia Krenwinkel, e Leslie Van Houten. Inoltre, assunse quasi il comando del resto della Famiglia.
Verso la fine del marzo 1970, Watkins si separò definitivamente dalla Family, a seguito di un litigio dove alcune ragazze del gruppo lo avevano definito un "Giuda", che aveva tradito Manson dietro le spalle. Successivamente nel corso della stessa notte, Paul rimase gravemente ustionato in un incendio scoppiato nel suo furgone Volkswagen dove stava dormendo. Anche se non esistono prove certe che l'incendio fosse di natura dolosa, un membro della Family dichiarò a posteriori di aver appiccato il fuoco.
A maggio, dopo essersi ripreso dalle ferite, Watkins decise di testimoniare contro Manson al processo.
Nell'ottobre 1970, egli confermò al giudice che la tesi del movente "Helter Skelter", elaborata dal pubblico ministero Vincent Bugliosi, era corretta e chiarì come era stata d'ispirazione per gli omicidi dell'agosto 1969.

### Vita dopo la Family
Paul Watkins divenne il fondatore e il primo presidente della Camera di commercio della Valle della Morte. Inoltre, ha tenuto conferenze sulla psicologia delle sette e gli effetti dell'abuso di sostanze stupefacenti.
Nel 1973, curò, insieme a Brooks Poston, la colonna sonora del documentario Manson e la famiglia di Satana, dove appare anche in veste di intervistato. Per un certo periodo di tempo, Watkins e Poston si esibirono come duo musicale nella zona della contea di Inyo.

### Intervista alla CNN
Nel 1989, dopo che gli era stato diagnosticato un cancro, Watkins apparve al Larry King Live della CNN. Il segmento era presentato da Maureen Reagan. Durante l'intervista, una donna che si identificò come "Jenny" chiamò in diretta durante la trasmissione e parlò con Watkins e Reagan. Jenny disse di aver iniziato a vivere con la Family "circa sei mesi dopo gli omicidi". Watkins riconobbe la donna e le chiese perché avesse telefonato («Voglio dire, dove vogliamo arrivare con questo?»). In My Life with Charles Manson, il libro del 1979 che Watkins scrisse insieme a Guillermo Soledad, aveva parlato di una certa "Ginny". Era una ragazza che si era unita alla Family nel febbraio 1970, e insieme alla quale, dietro suggerimento di "Squeaky" Fromme, Paul aveva pianificato di versare una dose di LSD nel caffè di Bruce Davis, durante il processo di quest'ultimo per furto d'auto. Il piano ovviamente risaliva a prima che Watkins decidesse di testimoniare contro Manson.

### Morte
Paul Watkins morì il 3 agosto 1990, di leucemia, a Tecopa, una piccola cittadina nella Valle della Morte, dove viveva insieme alla seconda moglie e alle sue due figlie, una delle quali è la scrittrice Claire Vaye Watkins.